# Ireneusz Wilk
Ireneusz Wilk (ur. 1931, zm. 9 lutego 2017) – polski fizyk, dyrektor Instytutu Fizyki Politechniki Wrocławskiej (PWr).

## Życiorys
Pełnił funkcję członka zarządu Sekcji Polskiej Międzynarodowego Stowarzyszenia Optyków Optoelektroników SPIE, a także pracował w Politechnice Wrocławskiej, Wydziału Podstawowych Problemów Techniki Instytutu Fizyki, gdzie od 1981 do 1987 roku był dyrektorem  Instytutu Fizyki PWr. Opublikował wiele podręczników dydaktycznych i publikacje naukowe. Zmarł 9 lutego 2017 roku, a jego uroczystości pogrzebowe odbyły się 21 lutego 2017 na Cmentarzu Osobowickim we Wrocławiu.

## Odznaczenia
- Medal Uniwersytetu Palackiego w Ołomuńcu[1]
- Krzyż Kawalerski Orderu Odrodzenia Polski[1]
- Złota Odznaka Politechniki Wrocławskiej[1]
- Złoty Krzyż Zasługi[1]
- Medal Komisji Edukacji Narodowej[1]